# Barry Scheck
Barry Charles Scheck, född 19 september 1949, är en amerikansk advokat och professor. Han är mest känd för att ha varit en av åtta försvarsadvokater som ingick i advokatkonstellationen som företrädde O.J. Simpson i en av modern tids mest uppmärksammade rättegångar rörande morden på Simpsons före detta fru Nicole Brown Simpson och hennes vän Ron Goldman, som knivmördades den 12 juni 1994 i Brentwood i Kalifornien. Amerikansk media namngav advokatkonstellationen med namnet Dream Team på grund av att alla var stjärnadvokater och nationellt uppmärksammade. Scheck var en av två som var sakkunnig om DNA och kriminalteknik inom Simpsons försvar. De försvarade Simpson framgångsrikt och han blev friad den 3 oktober 1995 när domare Lance Ito läste upp juryns beslut.
Scheck är professor vid Benjamin N. Cardozo School of Law. Scheck var den ledande försvarsadvokaten som företrädde Louise Woodward. Han och Peter Neufeld, en av försvarsadvokaterna till O.J. Simpson, grundade tillsammans Innocence Project som arbetar för att få oskyldigt dömda personer friade via DNA. Han sitter också i en delstatlig kommission som övervakar alla kriminaltekniska laboratorier i delstaten New York.
Han avlade kandidatexamen i nationalekonomi och amerikanska studier och en master i stadsplanering vid Yale University samt en juris doktor vid UC Berkeley School of Law.